# Roseraie de Saverne
La roseraie de Saverne est une roseraie située à Saverne en Alsace, dans le département du Bas-Rhin en France. Elle a été créée en 1898 par la Société alsacienne et lorraine des amis des roses.

## Situation
Située au pied du col de Saverne, elle a contribué à faire de Saverne la « cité des Roses » lors du baptême de la rose ‘Ville de Saverne’ en 1937. La roseraie de Saverne compte environ 5 000 plants de rosiers représentant plus de 800 variétés.

## Historique

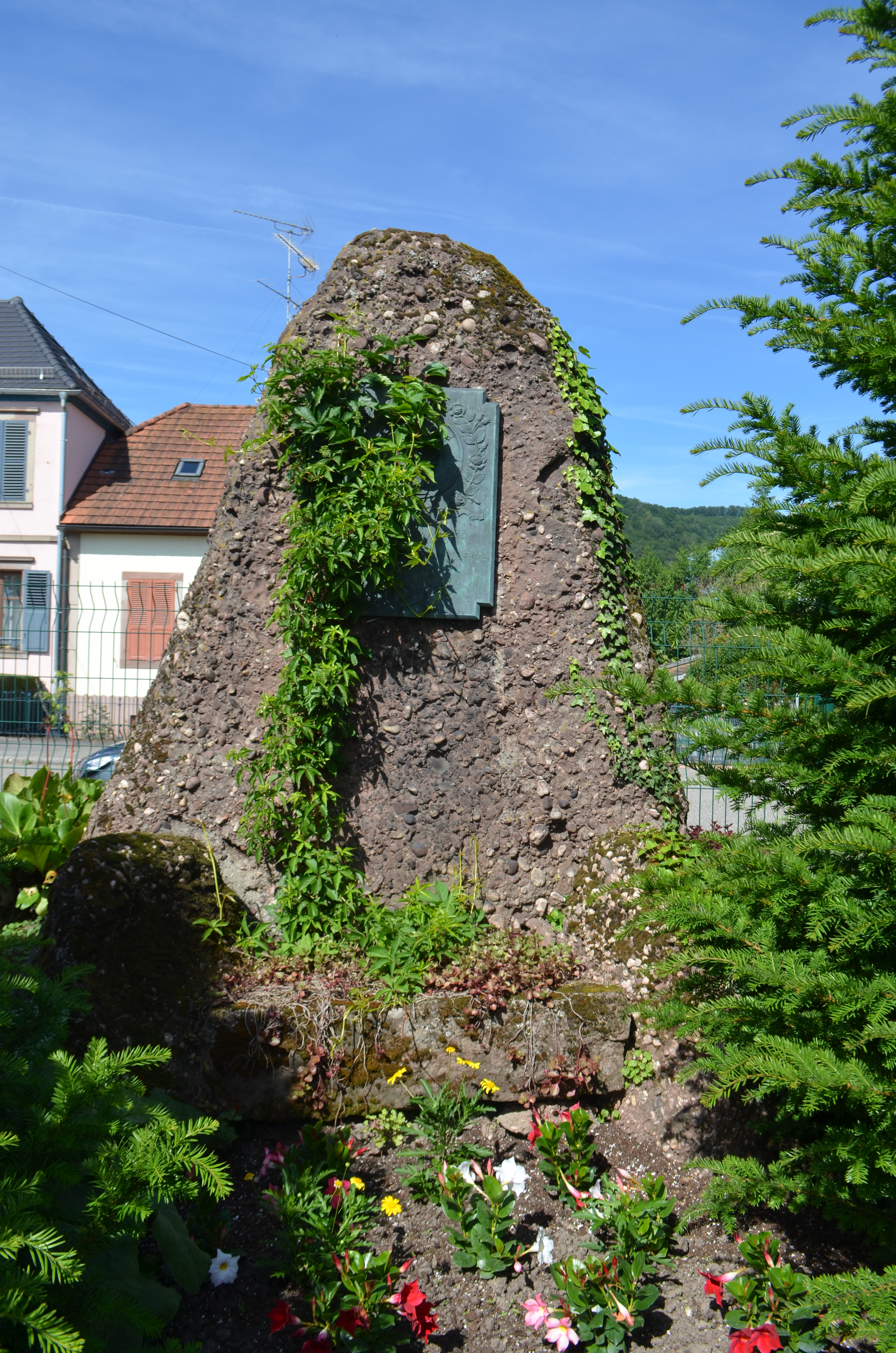
Monument à la mémoire de Louis Walter.

La Société des « Amis des roses » a été créée en 1898, par un obtenteur, Louis Walter, avec vingt-cinq membres et quatre-vingt-dix membres six mois plus tard. Son but était de promouvoir la culture des roses. Des livres et des journaux étaient mis à disposition des membres de l’association.
L'association, dès la fondation de la Société, fit des recherches pour trouver un terrain et choisit celui appelé « pré de l'hôpital » qui avait la moitié de la superficie actuelle. C'est l'architecte  et rosiériste Peter Lambert de Trèves qui dessina les plans de la roseraie. L'entrée de l'époque se faisait par l'arrière (rue de la Roseraie). À la suite de l'aménagement des routes tout autour, l'entrée a été déplacée et la roseraie a gagné en surface.
En 1911, la roseraie a été agrandie et en 1923, pour le vingt-cinquième anniversaire, les premiers corsos fleuris et dès 1924, le concours international de roses nouvelles y ont eu lieu. La roseraie comptait déjà plus de deux mille membres.
En 1937 eut lieu le baptême de la rose ‘Ville de Saverne’ et Saverne fut déclarée « cité des roses ».
En 2003, la roseraie de Saverne obtint la « distinction d'excellence des jardins » par la Fédération mondiale des sociétés de roses.
Depuis 2004, l'entretien est confié à la Ville de Saverne et l'association s'occupe de l'animation, de la promotion de la roseraie et de la gestion du concours international de roses nouvelles.

## Activité
Depuis 1924 a lieu chaque année le concours international des roses nouvelles de Saverne. Pour participer un rosier doit être inédit, non commercialisé et rester en place deux ou trois ans dans les parterres de la roseraie. Les critères retenus sont la résistance aux maladies et au froid, la beauté de la fleur et du feuillage, le port général, l'harmonie entre fleurs, feuillage et coloris, et le parfum.
Les autres activités sont des cours de taille et de greffe.